# M46 Patton
M46 Patton és un tanc mitjà americà dissenyat per reemplaçar el M26 Pershing i el M4 Sherman. Va ser un dels principals tancs mitjans de l'Exèrcit dels Estats Units a principis de la guerra freda, amb models en servei des de 1949 fins a mitjan dècada de 1950. No va ser àmpliament utilitzat pels aliats de la guerra freda dels Estats Units, sent exportat només a Bèlgica, i només en petit nombre per entrenar tripulacions en el proper M47 Patton.
El M46 va ser el primer tanc a rebre el nom del general George S. Patton Jr., comandant del Tercer Exèrcit dels Estats Units durant la Segona Guerra Mundial i un dels primers defensors americans per a l'ús de tancs en batalla.

## Història
Després de la Segona Guerra Mundial, la majoria de les unitats blindades de l'Exèrcit dels Estats Units van ser equipades amb una barreja de tancs M4 Sherman i M26 Pershing. Dissenyat inicialment com un tanc pesat, el tanc M26 Pershing va ser reclassificat com un tanc mitjà després de la guerra. El M26 va ser una millora significativa sobre el M4 Sherman en potència de foc i protecció. La seva mobilitat, però, es va considerar insatisfactòria per a un tanc mitjà, ja que utilitzava el mateix motor que el molt més lleuger M4A3 i estava plagat d'una transmissió poc fiable.
Les obres van començar el gener de 1948 per substituir la central original pel motor Continental AV1790-3 i la transmissió creuada Allison CD-850-1. Aquest disseny es va anomenar inicialment M26E2, però les modificacions van continuar acumulant-se; finalment, l'Oficina d'Ordnance va decidir que el tanc necessitava la seva pròpia designació única, la M46. L'M26 actualitzat va rebre una nova central elèctrica i una pistola principal amb un evacuador.
Després de la finalització del primer model de la línia de producció de l'Arsenal de Tancs de Detroit el novembre de 1948, el M46 va ser batejat després que el difunt General George S. Patton Jr. Al desembre l'Exèrcit havia ordenat diversos centenars. El juliol de 1950 l'Arsenal de Detroit produïa Pershings i M46s a raó de més d'una dotzena al dia. L'agost de 1950 el president Harry S. Truman va autoritzar el finançament per augmentar la producció de M46 com a part d'una expansió del programa de desenvolupament de tancs pesants.

## Ús de combat
L'únic ús de combat americà del M46 Patton va ser durant la Guerra de Corea. El 8 d'agost de 1950, els primers tancs M46 Patton, pertanyents al 6è Batalló de Tancs, van desembarcar a Corea del Sud. El M46 va demostrar ser capaç contra els tancs mitjans T-34 de Corea del Nord. A finals de 1950, s'havien enlairat 200 M46 Pattons, formant al voltant del 15% de la força de tancs nord-americans a Corea; el balanç de 1.326 tancs enviats a Corea durant 1950 eren 679 M4A3 Shermans (inclosa la variant M4A3E8), 309 M26 Pershings, i 138 M24 Chaffee lleugers. Els enviaments posteriors de M46 i M46A1 Pattons van permetre retirar tots els M26 Pershings restants durant 1951, i la majoria de les unitats equipades amb Sherman també van tornar a equipar.
Entre els operadors de la sèrie M46 hi ha: 1r Batalló de Tancs i regiments de la 1a Divisió de Marines el 1952, 72è Regiment d'Armaments de la 2a Divisió d'Infanteria el gener de 1952, 64è Batalló de Tancs de la 3a Divisió d'Infanteria, 73è Batalló de Tancs de la 7a Divisió d'Infanteria el gener de 1951, 6è Batalló de Tancs de la 24a Divisió d'Infanteria, i les companyies de tancs de la 40a Divisió d'Infanteria l'octubre de 1951, i el 245è Batalló de Tancs de la 45a Divisió d'Infanteria el 1952. Diverses altres companyies de tancs del regiment van guanyar M46/M46A1 al final de la guerra, incloent-hi el 7è i el 65è Regiment d'Infanteria de la 3a Divisió d'Infanteria.
Un exemple supervivent del tanc M46 Patton es pot veure en exhibició al Memorial de Guerra de Corea a Seül.
En la dècada de 1950, un petit nombre de M46 van ser arrendats per a fins de formació sense cap cost per a alguns països europeus, incloent Bèlgica, França i Itàlia, en preparació per a la introducció de l'M47. Els equips d'instrucció nord-americans van utilitzar els vehicles per entrenar les tripulacions de tancs europeus i el personal de manteniment.

## Modificacions
- M46 dozer: Variant equipat amb kit de conversió M3 dozer.[12]
- M43A1: Variant millorada del producte amb sistemes millorats de frenat, refrigeració i supressió d'incendis, així com equips elèctrics millorats, motor AV-1790-5B i transmissió CD-850-4.[2]
- M46E1: Model pilot, casc M46 amb torreta T42, equipat amb el M36 Gun de 90 mm, i era més llarg per incorporar una ràdio, ventilador, i presentava un telèmetre estereoscòpic; només un construït.[13] Prototip del M47 Patton.

## Versions
- Moritzer: Morter de 115mm muntat a la part posterior basat al xassis del M46[12]

## Operadors

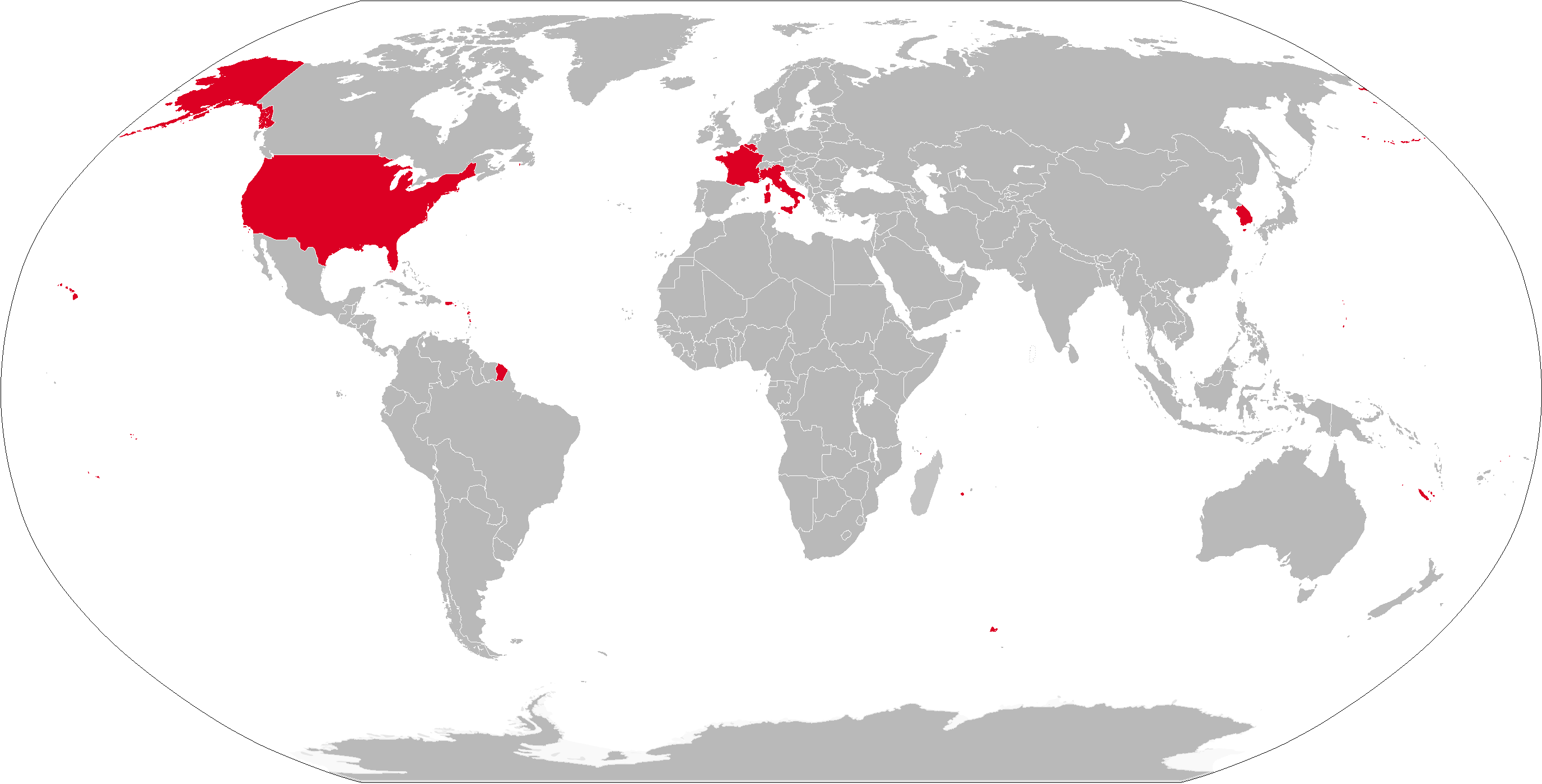
Països on han tingut un M46 Patton

- Països on han tingut un M46 Patton Bèlgica[2]
- França[2]
- Itàlia[2]
- Estats Units[2]
- Corea del Sud

## Carros de combat Similars
- Estats Units: M26 Pershing
- Regne Unit: Centurion
- Unió Soviètica: T-44